# Tüscherz-Alfermée
Tüscherz-Alfermée (toponimo tedesco; in francese Daucher-Alfermée) è stato un comune svizzero del Canton Berna, nel distretto di Nidau.

## Storia
Già comune autonomo appartenente al distretto di Nidau, il 1º gennaio 2010 è stato accorpato all'altro comune soppresso di Twann per formare il comune di Twann-Tüscherz nel nuovo circondario di Bienne (regione del Seeland).

## Società

### Evoluzione demografica
L'evoluzione demografica è riportata nella seguente tabella:
Abitanti censiti

### Lingue e dialetti
Tüscherz-Alfermée era un comune bilingue (tedesco, francese).

## Infrastrutture e trasporti
Tüscherz-Alfermée è servita dalla stazione di Tüscherz sulla ferrovia Losanna-Olten.